# Rustavi 2
Rustavi 2 (georgià: რუსთავი 2, "Rustavi ori") és un canal de televisió georgià en directe amb seu a Tbilisi, que es va fundar el 1994 a la ciutat de Rustavi (d'aquí el seu nom).
És membre associat de la Unió Europea de Radiodifusió. El seu servei de notícies té oficines i reporters regionals a les principals ciutats georgianes (Kutaissi, Batum, Gori, Poti, Zúgdidi), així com els corresponsals permanents a Washington DC, Brussel·les i Moscou. La independència del canal va ser qüestionada en els últims anys, i molts van suggerir que estava esbiaixada a favor de l'antic partit governant UNM.

## Història
Es va formar el 1994 i des de llavors s'havia oposat fortament al govern d'Eduard Xevardnadze. El canal es va tancar perquè suposadament va perdre la llicència un any després. Les autoritats de Geòrgia van fer diversos intents de tancar l'R2. Giorgi Sanaia, el periodista de televisió més popular de Geòrgia, que treballava per a R2, va ser assassinat el juliol de 2001. Ha estat considerat per molts com un assassinat polític relacionat amb el seu programa "Night Courier" i les investigacions de denúncies de corrupció oficial. L'octubre de 2001, l'atac de la policia de seguretat a l'oficina de R2 va provocar la ira pública i les manifestacions massives al carrer posteriors contra la pressió del govern sobre els mitjans independents van obligar Eduard Xevardnadze a acomiadar tot el seu gabinet. El 15 de març de 2003, coincidint amb el llançament del seu canal germà Imedi TV, Rustavi 2 va introduir un nou logotip que consta d'un 2 números abstractes en zig-zag que és de color bronze i està format per efectes degradats. Rustavi 2 va ser la principal font de mitjans de comunicació utilitzada com a tribuna pels líders de l'oposició durant la Revolució de les Roses el novembre de 2003. El 28 de desembre de 2009, per celebrar el seu 15è aniversari, Rustavi 2 va adoptar un nou logotip durant el seu especial de Nadal.
El 14 de desembre de 2012, Nika Gvaramia va ser nomenada directora general del canal. El 18 de juliol de 2019, va ser substituït per Paata Salia, que és l'advocat de Kibar Khalvashi, actual propietari del canal.

## Logotips

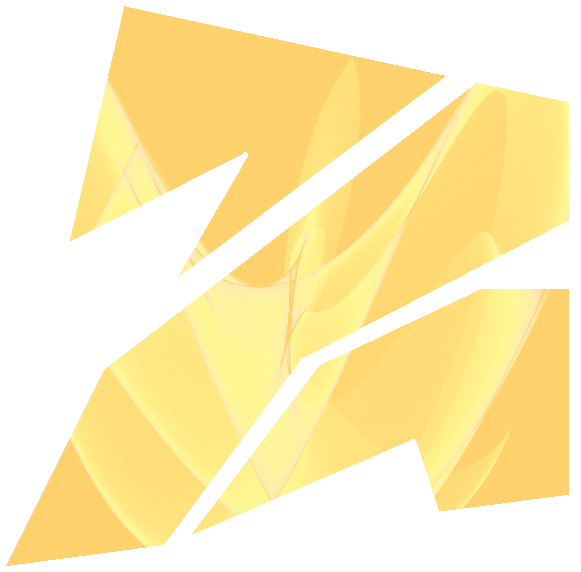
Segon logotip utilitzat del 15 de març de 2003 al 24 de desembre de 2009
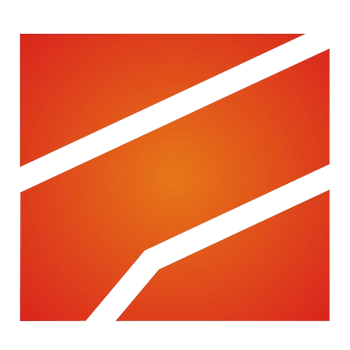
Tercer i actual logotip utilitzat des del 25 de desembre de 2009 fins al 8 de juliol de 2019

## Programació

### Kurieri
El programa de notícies Courier s'ha emès des de la fundació de Rustavi 2 i s'ha convertit en un dels programes de notícies amb més èxit de Geòrgia.
Les notícies diürnes van ser presentades per Ana Kinkladze, Keti Kvachantiradze i Natia Goksadze. Diana Jojua i Zaal Udumashvili presenten els informatius de la tarda a les 18:00 i a les 21:00, inclosos els esports amb Dimitri Oboladze. David Kikalishvili presenta "PS" cada diumenge a les 21:00.

### Missatgeria comercial
A partir del 2006, la nova temporada de televisió Rustavi 2 emet Business Courier. El programa ofereix informes en profunditat i anàlisis crítiques dels principals problemes empresarials actuals amb èmfasi en els esdeveniments actuals, el desenvolupament empresarial, les perspectives del mercat i les oportunitats emergents.

### P.S.
P.S. és un programa setmanal de resum analític i educatiu, que se centra en la política, l'economia i els problemes socials; el projecte també cobreix temes culturals d'actualitat. PS sovint informa sobre diversos esdeveniments internacionals relacionats amb Geòrgia. El programa està ancorat per Giorgi Gabunia.

## Propietat
Rustavi 2 era propietat originalment d' Erosi Kitsmarishvili, David Dvali, Jarji Akimidze i Nika Tabatadze. El juliol de 2004, el 90% de les accions de l'empresa va ser comprada per l'empresari de Batum Kibar Khalvashi, que es va veure obligat pel llavors president Mikheil Saakashvili a vendre la companyia, el gener de 2006, a David Bezhuashvili, membre del Parlament de Geòrgia i germà. de la ministra d'Afers Exteriors de Geòrgia, Gela Bezhuashvili. A mitjans de 2006 Rustavi 2, l'empresa de televisió Mze TV i l'estació de ràdio Pirveli Stereo es van fusionar en un holding que actualment és propietat del Georgian Industrial Group (GIG) i del Grup GeoMedia. GIG, que posseeix una participació del 45% d'ambdues estacions, és una gran empresa amb interessos comercials diversificats que van des de la mineria del carbó i l'energia fins als viatges. Davit Bezhuashvili, és un membre fundador del grup. El grup GeoMedia és una empresa relativament obscura registrada a les Illes Marshall.
El 2 de març de 2017, el Tribunal Suprem de Geòrgia va declarar que els propietaris de l'empresa eren Kibar Khalvashi (60% accions) i Panorama Ltd. (40% accions). El 3 de març, l'empresa va presentar un recurs davant el Tribunal Europeu de Drets Humans, que, al seu torn, el 4 de març de 2017 va suspendre la decisió del Tribunal Suprem fins al 8 de març i va sol·licitar documentació addicional. El 18 de juliol de 2019, el Tribunal Europeu de Drets Humans no va declarar cap violació per part dels tribunals georgians en el cas Rustavi 2 que va aixecar el mecanisme de suspensió, retornant així l'empresa al seu propietari, Kibar Khalvashi.

## Denúncies de propaganda
L'oposició a Geòrgia ha acusat Rustavi 2 de ser poc millor que una estació de propaganda del Moviment Nacional Unit, per exemple, transmetent detalls de l'informe de Freedom House de 2009 sobre Rússia, però ignorant completament les crítiques de l'informe a Geòrgia.